# Dronten
Dronten es un municipio y una localidad de la provincia de Flevoland en los Países Bajos. Cuenta con una superficie de 423,89 km ², de los que 90 km ² corresponden a la superficie ocupada por el agua. El 1 de enero de 2014 el municipio tenía una población de 40.451 habitantes, de los que 27.781 residían en la capital del mismo nombre. 
Como la mayor parte de la provincia de Flevoland se encuentra en tierra ganada al Zuider Zee. El municipio comenzó a construirse en 1960 y dos años después llegaron los primeros colonos. En 1972 se constituyó en municipio, integrado en la provincia de Flevoland al crearse esta en 1986. Está formado por tres núcleos de población: Dronten, donde se encuentra el gobierno municipal, Biddinghuizen y Swifterbant. 
El municipio cuenta con una estación en la línea del ferrocarril que une Lelystad y Zwolle.
Dronten cuenta con dos escuelas: "Almere College" e "Ichtus College", que cuentan con el grado de estudios más alto, el "VWO". 
El 5 de mayo de cada año, sus habitantes se reúnen en el "Meerpaal", que se encuentra en el centro de la ciudad junto al monumento, para recordar a los pilotos caídos durante la Segunda Guerra Mundial.

## Galería de imágenes

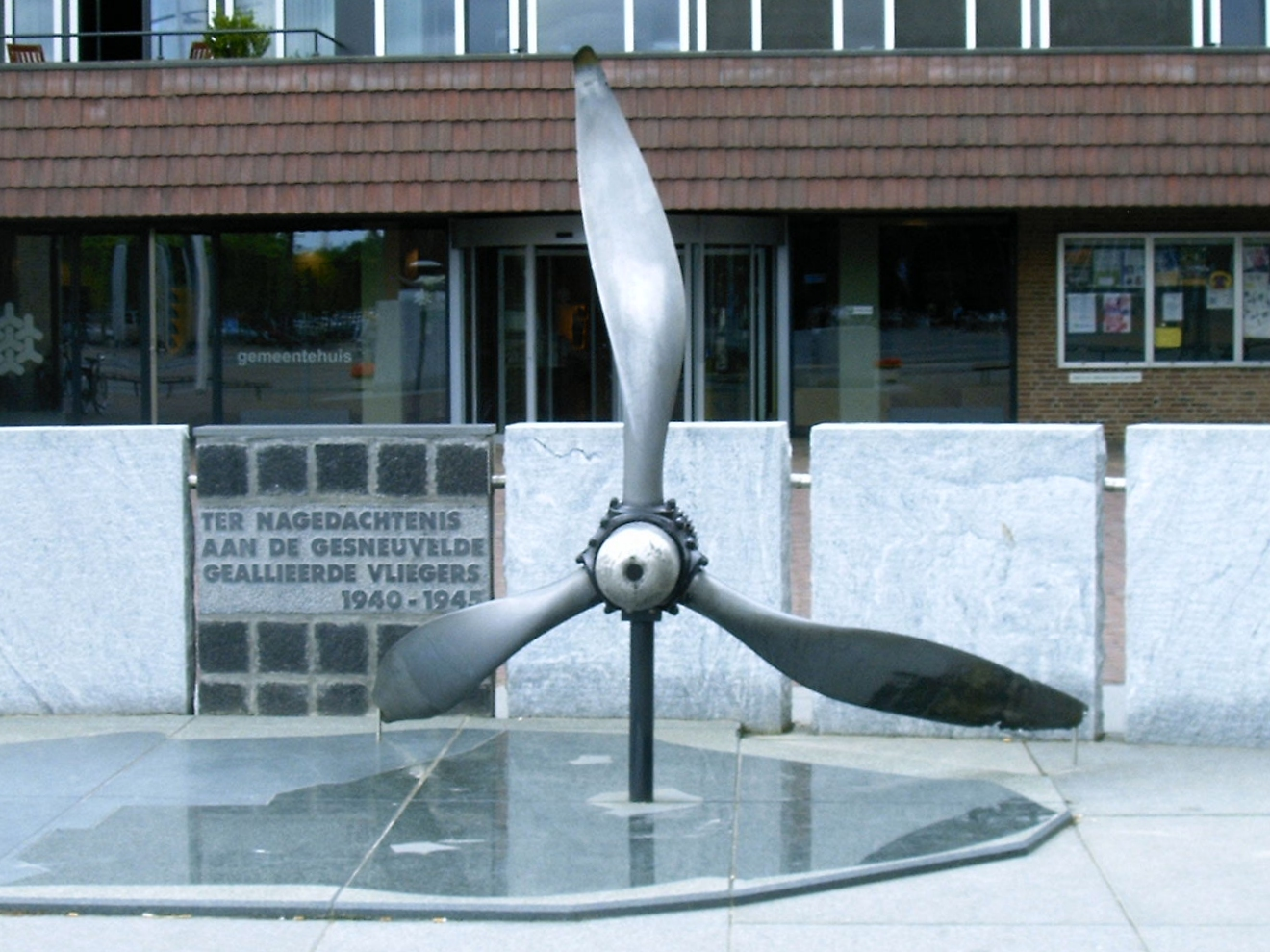
Monumento en homenaje a los pilotos derribados durante la Segunda Guerra Mundial en el IJsselmeer
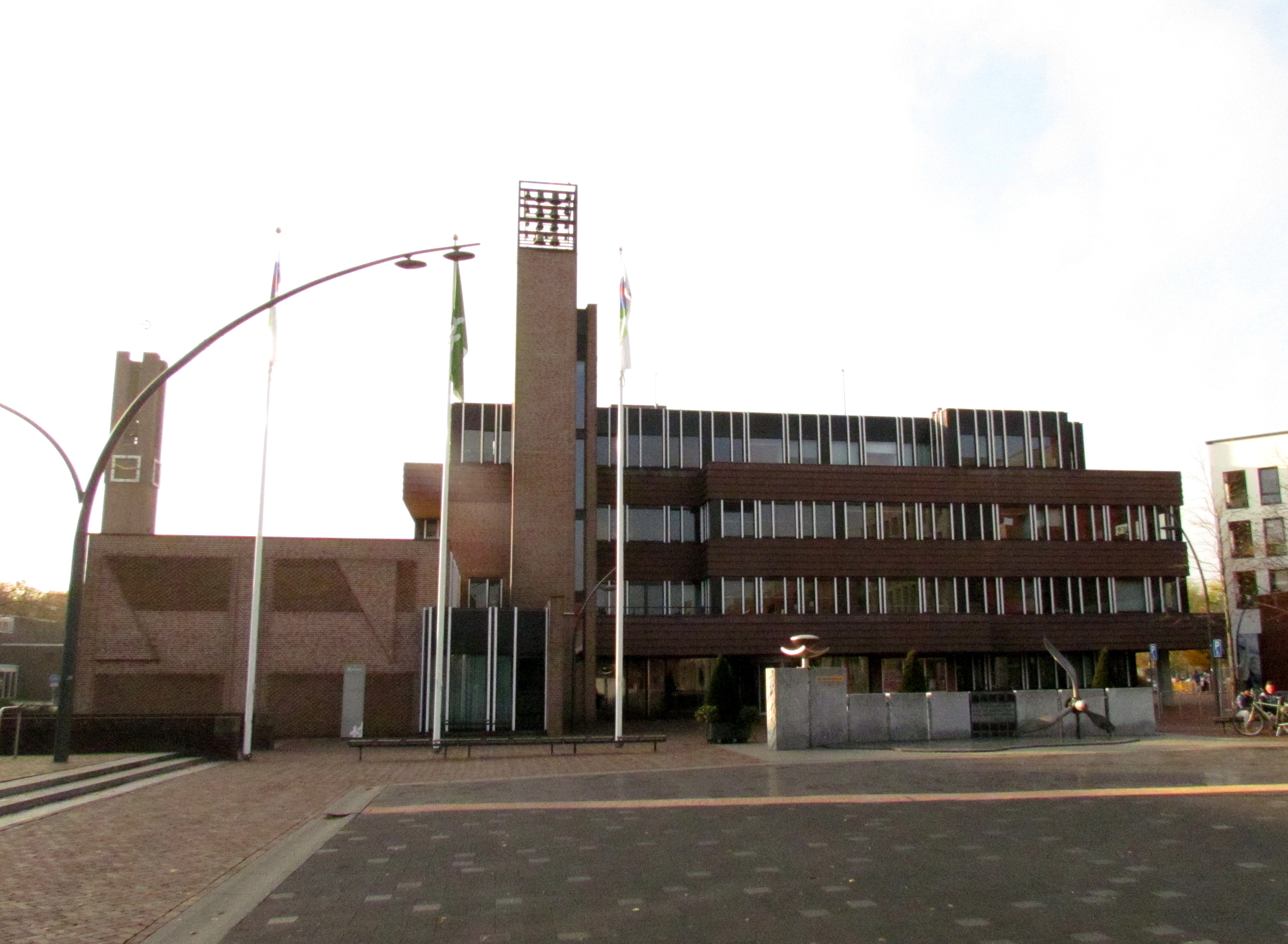
Ayuntamiento de Dronten
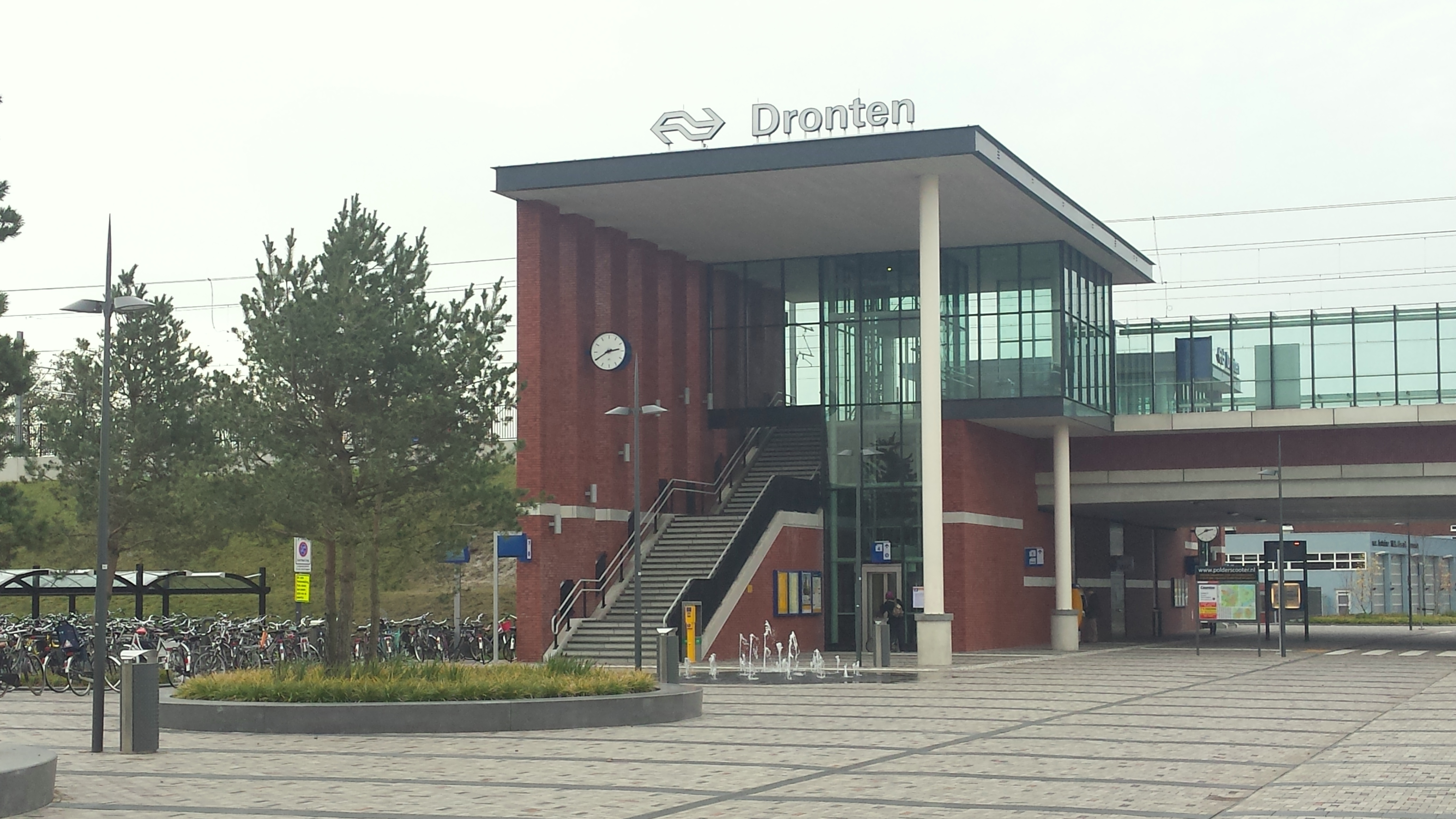
Estación de Dronten